# Norbert Glanzberg
 (mai 2025).
Si vous disposez d'ouvrages ou d'articles de référence ou si vous connaissez des sites web de qualité traitant du thème abordé ici, merci de compléter l'article en donnant les références utiles à sa vérifiabilité et en les liant à la section « Notes et références ».
Norbert Glanzberg est un compositeur allemand en France, né le 12 octobre 1910 à Rohatyn, aujourd'hui en Ukraine, et mort le 25 février 2001 à Neuilly-sur-Seine. Compositeur notamment de musiques de films et de chansons, on lui doit particulièrement les airs de certaines des plus célèbres chansons d'Édith Piaf.

## Biographie
Norbert Glanzberg naît de parents juifs à Rohatyn en Galicie dans la double monarchie royale et impériale d'Autriche-Hongrie.
En 1911, sa famille émigre vers Wurtzbourg en Bavière, où Norbert reçoit de sa mère son premier harmonica (1913), lequel suscita la question : « Pourquoi la musique rit, pourquoi la musique pleure ? ». Il entre au Conservatoire de Wurtzbourg en 1922, déjà passionné, il sera engagé comme chef de chœur et assistant du chef d'orchestre d'Aix-la-Chapelle dès 1929 ; rencontre de Béla Bartók et Alban Berg.
En 1930, il est engagé comme compositeur par la Ufa, écrit sa première musique de film pour Billy Wilder et la deuxième pour Max Ophüls. Quand le régime nazi s'installe en Allemagne, en 1933, Goebbels désigne Glanzberg dans le journal du NSDAP, Der Angriff, comme artiste juif dégénéré. Norbert s'exile à Paris.
À Paris en 1936, il rencontre Django Reinhardt. Norbert joue alors dans les bals musettes. En 1938, il fait la connaissance de Lys Gauty et lui écrit Le bonheur est entré dans mon cœur (Das Glück ist in mein Herz getreten). Norbert devient accompagnateur musical de chanteurs lors de présentations de collections de mode.
En 1939, le réfugié polonais Glanzberg est incorporé dans l'armée polonaise, stationnée en Angleterre. En 1940, Norbert est démobilisé de l'armée et revient dans le sud de la France en zone non occupée ; il fait la connaissance de l'imprésario Félix Marouani qui l'engage pour les tournées de Tino Rossi et d'Édith Piaf.
Pourtant en 1942, après avoir réussi à se soustraire aux rafles, il est victime d'une dénonciation et jeté en prison pour 6 mois. La comédienne Marie Bell organise sa fuite avec l'aide d'un gardien de prison corse. Jusqu'en 1944, il est caché par Georges Auric et pour finir par le poète René Laporte à Antibes, où il fait des rencontres avec la résistance intellectuelle : Eluard, Prévert, Aragon, Elsa Triolet et l'éditeur René Julliard. Il présente Maurice Chevalier à Julliard, qui éditera après la guerre ses mémoires.
À la Libération, en 1945, Norbert est à nouveau libre. Il aide à la libération de Maurice Chevalier, qui est détenu par le mouvement de résistance Soleil, puis contribue à la défense de Mistinguett inquiétée par un tribunal d'épuration. De 1946 à 1948, il part en tournée avec Charles Trenet en Amérique du Sud, puis en tournée internationale avec Tino Rossi.
En 1948, Édith Piaf chante Padam, padam..., qu'il a écrite avec Henri Contet ; puis, en 1952, Yves Montand interprète Moi j'm'en fous et Les Grands Boulevards.
À partir de 1953, il compose nombre de musiques de film, notamment pour Michel Strogoff avec Curd Jürgens ; puis, en 1954, pour La Goualeuse. Piaf chante Mon manège à moi.
En 1955, il compose la musique du film La Sorcière, avec Marina Vlady ; puis celle de La mariée est trop belle (1956), avec Brigitte Bardot. L'année 1959 voit la naissance de son fils, Serge.
À partir de 1962, jusqu'aux années 1970, il compose encore pour Pétula Clark, Dalida et Mireille Mathieu. La période « yéyé » met une fin à sa carrière en tant que compositeur pour le music-hall. Mais, en 1983, il fait un retour à la musique classique et s'attelle à la composition d'une suite de lieder sur un recueil de poèmes écrits pendant la guerre par des prisonniers, La mort est un maître de l'Allemagne (« … der Tod ist ein Meister aus Deutschland » constituant le refrain de ce qui est peut-être le plus grand poème de Paul Celan, Todesfuge, « Fugue de la mort »). Il met en musique, en deux cycles de dix œuvres chacun, des chansons berlinoises et des lieders romantiques classiques. Puis, il compose en 1985 un concerto pour deux pianos, La Suite yiddish, inspiré des romans d'Isaac Bashevis Singer.
Plus récemment, il est redécouvert en Autriche et interviewé par Astrid Freyeisen de la radio bavaroise. Il reprend donc la scène en 1998 et donne un concert à Wurtzbourg avec Hanna Schygulla.
En 1999, suivra l'enregistrement d'un chant de Noël lors d'un concert à la cathédrale de Wurtzbourg. Puis c'est un vaste projet qui l'occupe en 2000, son ami le compositeur et chef d'orchestre Frédéric Chaslin arrange la Suite yiddish pour un orchestre symphonique. Création en mars par la Philharmonie de Lorraine sous la direction de Frédéric Chaslin. Le même concert eut lieu en juillet avec l'Orchestre symphonique de Jérusalem, puis en octobre par la Philharmonie de Wurtzbourg.
Il est inhumé au cimetière nouveau de Neuilly-sur-Seine.

## Filmographie
- 1931 : Der falsche Ehemann
- 1931 : On préfère l'huile de foie de morue (Dann schon lieber Lebertran)
- 1938 : La Goualeuse
- 1948 : Neuf garçons, un cœur
- 1949 : Valse brillante
- 1951 : Les Deux Monsieur de Madame
- 1952 : Le Costaud des Batignolles
- 1952 : C'est arrivé à Paris
- 1953 : Quitte ou double
- 1953 : Mon frangin du Sénégal
- 1954 : La Rage au corps
- 1954 : Ma petite folie
- 1954 : Les Corsaires du bois de Boulogne
- 1955 : Chantage
- 1955 : La Lumière d'en face
- 1956 : La Sorcière
- 1956 : La mariée est trop belle
- 1956 : Michel Strogoff
- 1957 : Quand vient l'amour
- 1958 : Mon oncle
- 1958 : La Moucharde
- 1959 : Les Bateliers de la Volga (I battellieri del Volga)
- 1960 : La Française et l'Amour (segment L'Adultère)
- 1968 : Le Bal des voyous

## Compositions
- Der Tod ist ein Meister aus Deutschland : Anthologie de poèmes de victimes du nazisme (titre tiré d'un vers du poème de Paul Celan : Todesfuge)
- Holocaust Lieder : 9 Lieder pour baryton et piano (1983) sur des poèmes inspirés par les camps de concentration.

Donnés en concert à Wurtzbourg avec Hanna Schygulla en 1998
- - Transport (Gerry Spies)
  - Ausflug machen (Rainer Kirsch)
  - Die letzte (Gerson Stern)
  - Ein Koffer spricht (Ilse Weber)
  - Der Gute Ort zu Wien (Franz Werfel)
  - Ballade von der Judenhure (Bertolt Brecht)
- Holocaust Songs : 11 mélodies pour mezzo et piano ou orchestre (1984)
- Concerto pour deux pianos (1985)

## Discographie
- 2018 : La Sorcière : le label Disques Cinémusique a édité sur CD un nouvel enregistrement de la bande originale de La Sorcière réalisé par Robert Lafond avec en complément de programme le contenu intégral du maxi 45 tours de Les Bateliers de la Volga (1959).

## Hommage
- Le spectacle musical Padam Padam, créé en 2010 et toujours joué en 2011, par quatre musiciens dont Isabelle Georges, évoque avec une sélection de ses chansons la « vie fabuleuse de Norbert Glanzberg ».
- Prix de la culture de la ville de Wurtzbourg, 2000.